# Rudolph Marcus
Rudolph Arthur Marcus (Montréal, 21 luglio 1923) è un chimico canadese naturalizzato statunitense, Premio Nobel per la chimica nel 1992 "per i suoi contributi alla teoria delle reazioni di trasferimento di elettroni nei sistemi chimici". La teoria di Marcus, che prende il nome da lui, fornisce un quadro termodinamico e cinetico per descrivere il trasferimento di un elettrone dalla sfera esterna.
Professore emerito al Caltech, ha insegnato al Nanyang Technological University, Singapore e al Politecnico della New York University a Brooklyn; è membro dell'International Academy of Quantum Molecular Science.

## Biografia
Marcus è nato a Montreal, Quebec, figlio di Esther (nata Cohen) e Myer Marcus. Suo padre è nato a New York e sua madre è nata in Inghilterra. La sua famiglia è originaria di Ukmergė (Lituania). Ebreo, è cresciuto principalmente in un quartiere ebraico di Montreal, ma ha anche trascorso parte della sua infanzia a Detroit, negli Stati Uniti. Il suo interesse per le scienze iniziò in giovane età. Eccelleva in matematica alla Baron Byng High School. Studiò poi alla McGill University con Carl A. Winkler, che a sua volta aveva studiato con Cyril Hinshelwood all'Università di Oxford. Alla McGill, Marcus seguì più corsi di matematica di uno studente medio di chimica, il che lo avrebbe poi aiutato a creare la sua teoria sul trasferimento di elettroni.
Marcus ha conseguito un B.Sc nel 1943 e un dottorato di ricerca nel 1946, entrambi presso la McGill University. Nel 1958 divenne cittadino naturalizzato degli Stati Uniti.

## Carriera e ricerca
Dopo la laurea, nel 1946, assunse incarichi post-dottorato prima presso il National Research Council (Canada), seguito dall'Università della Carolina del Nord. Ha ricevuto il suo primo incarico di facoltà presso il Polytechnic Institute di Brooklyn. Nel 1952, presso l'Università della Carolina del Nord, sviluppò la teoria di Rice-Ramsperger-Kassel-Marcus (RRKM) combinando la precedente teoria RRK con la teoria dello stato di transizione. Nel 1964 ha insegnato all'Università dell'Illinois. Il suo approccio alla risoluzione di un problema è quello di "andare a tutto gas". Marcus si è trasferito al California Institute of Technology nel 1978.

### Teoria di Marcus del trasferimento di elettroni
Il trasferimento di elettroni è una delle forme più semplici di reazione chimica. Consiste nel trasferimento di un elettrone della sfera esterna tra sostanze della stessa struttura atomica, analogamente agli studi di Marcus tra ioni ferro bivalenti e trivalenti. Il trasferimento di elettroni può essere una delle forme più basilari di reazione chimica, ma senza di esso la vita non può esistere. Il trasferimento di elettroni viene utilizzato in tutte le funzioni respiratorie e nella fotosintesi. Nel processo di ossidazione delle molecole di cibo, due ioni idrogeno, due elettroni e mezza molecola di ossigeno reagiscono per fare una reazione esotermica così come una molecola d'acqua:
2 H+ + 2 e− + 1/2 O2 → H2O + calore
Poiché il trasferimento di elettroni è una reazione così ampia, comune ed essenziale in natura, la teoria di Marcus è diventata vitale nel campo della chimica e della biochimica.
Un tipo di reazione chimica legata ai suoi numerosi studi sul trasferimento di elettroni sarebbe il trasferimento di un elettrone tra ioni metallici in diversi stati di ossidazione. Un esempio di questo tipo di reazione chimica potrebbe essere quello tra uno ione ferro bivalente e uno trivalente in una soluzione acquosa. Al tempo di Marcus, i chimici erano stupiti dalla lentezza con cui avveniva questa specifica reazione. Questo attirò molti chimici negli anni '50 ed è anche ciò che ha dato inizio agli interessi di Marcus nel trasferimento di elettroni. Marcus fece molti studi basati sui principi che si trovarono all'interno di questa reazione chimica, e attraverso i suoi studi fu in grado di elaborare la sua teoria del trasferimento di elettroni. Il suo approccio ha dato il via a nuovi programmi sperimentali che hanno contribuito a tutte le branche della chimica e della biochimica.
Al suo centesimo compleanno, è ancora attivo nella ricerca.

## Vita privata
Nel 1949 sposò Laura Hearne, con la quale ebbe tre figli.